# Falk Richter

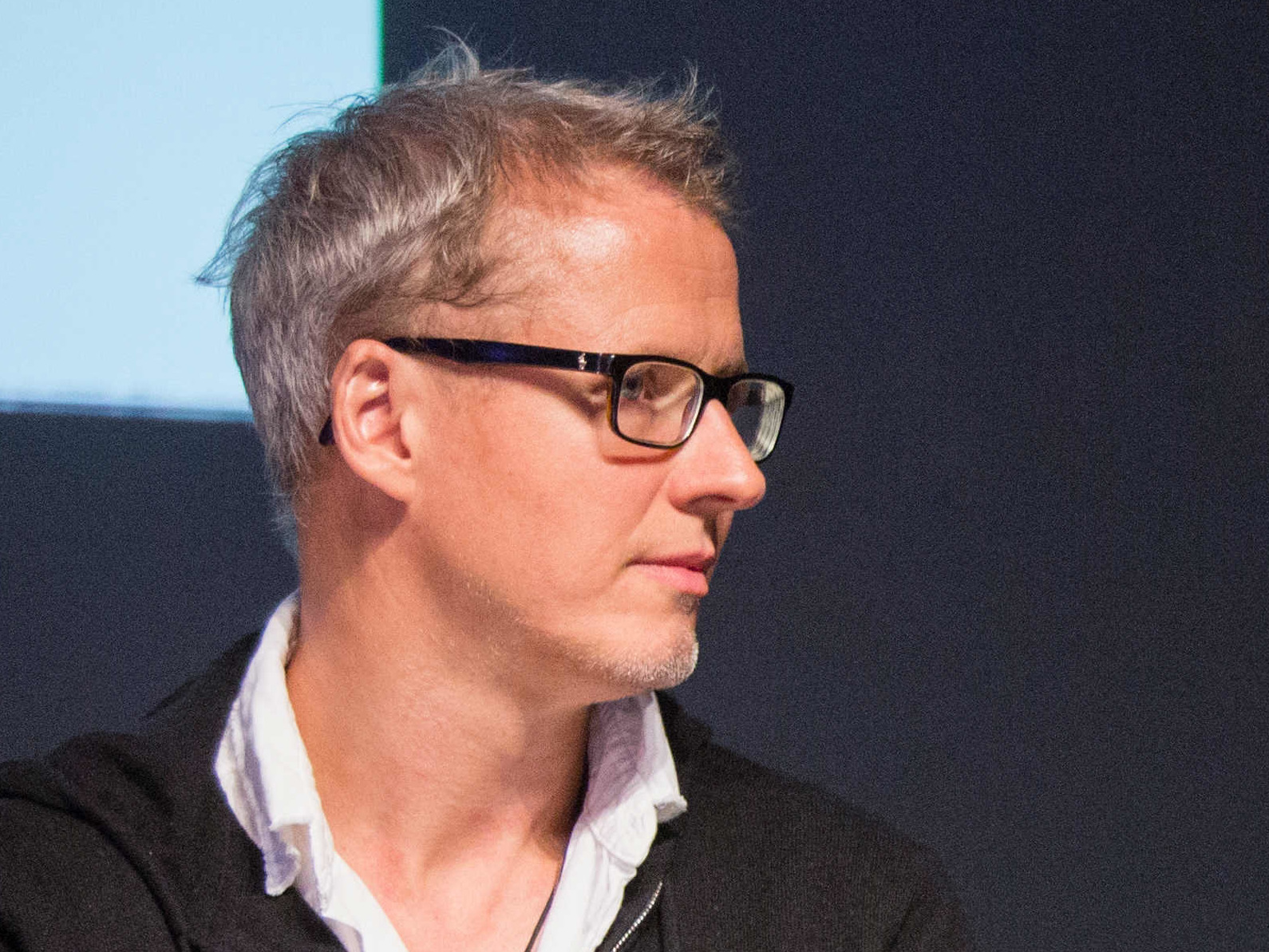
Falk Richter

Falk Richter (* 23. Oktober 1969 in Hamburg) ist ein deutscher Regisseur und Autor. Er ist Professor an der „Den Danske Scenekunstskole“, der Nationalen Hochschule für Darstellende Künste in Kopenhagen. Seit 2020 ist er leitender Regisseur an den Münchner Kammerspielen.

## Leben
Richter ist der Sohn eines Kaufmanns und studierte ab 1993 Linguistik, Philosophie und Schauspieltheaterregie u. a. bei Jürgen Flimm, Christof Nel und Jutta Hoffmann an der Universität Hamburg. 1996 fand seine Abschlussinszenierung Silikon auf Kampnagel in Hamburg statt.
Er arbeitet als freier Autor für Theaterstücke und Hörspiele sowie als Regisseur für zahlreiche Theater und Opernhäuser, u. a. für das Deutsche Schauspielhaus, Nationaltheater Oslo, Königliche Dramaten Stockholm, Théâtre de L'Europe Odeon, Paris, das Théâtre National Bruxelles, für die Hamburgische Staatsoper, die Oper Frankfurt, die Wiener Staatsoper, und die Bayerische Staatsoper. Von 2000 bis 2004 war er Hausregisseur am Schauspielhaus Zürich, von 2006 bis 2010 an der Berliner Schaubühne und 2011 bis 2012 am Düsseldorfer Schauspielhaus. Seit 2015 ist er Artiste associé am Théâtre national de Strasbourg. Ab 2017 arbeitet er als Hausregisseur am Deutschen Schauspielhaus in Hamburg.
Im August 2018 wurde Richter bei der Kritikerumfrage des Fachblattes Theater heute zum „Regisseur des Jahres“ gewählt. Seine Inszenierung von Elfriede Jelineks Theaterstück Am Königsweg in Hamburg war „Inszenierung des Jahres 2018“. 2019 erhielt er den Special Teddy Award der Berlinale. Richters am Berliner Maxim Gorki Theater entwickeltes Stück "In My Room" wurde 2020 für den Mülheimer Dramatikerpreis nominiert.
Richter war Gastprofessor für Regie an der Berliner Hochschule für Schauspielkunst Ernst Busch. 2019 wurde er für fünf Jahre zum Professor im Fach Performing Arts an der Danish National School of Performing Arts in Kopenhagen ernannt und leitet dort eine internationale Meisterklasse. Anfang 2020 wurde bekannt, dass Richter ab der Spielzeit 2020/2021 leitender Regisseur an den Münchner Kammerspielen wird. Im Dezember 2021 lieferte der Regisseur eine dreistündige Neufassung von Heldenplatz nach Thomas Bernhard, die am 4. Dezember 2021 an den Münchner Kammerspielen Premiere feierte.

## Werk
Richters Stücke, darunter Gott ist ein DJ, Electronic City, Unter Eis und Trust liegen in mehr als 35 Sprachen vor und werden weltweit gespielt. Richter arbeitet meist mit internationalen Ensembles aus Schauspielern und Tänzern an genreübergreifenden Produktionen. Er hatte Einladungen u. a. zu den Salzburger Festspielen, zum Festival von Avignon, der Ruhrtriennale, dem Festival TransAmériques in Kanada, dem Springfestival in Utrecht und dem Berliner Theatertreffen. Aufsehen erregte 2015 seine kontroverse Inszenierung von FEAR an der Berliner Schaubühne (2015), in der er sich kritisch mit dem Erstarken rechtsnationaler Strömungen befasste und für die er mit dem Stonewall Award 2016  und dem Kultür Auf Award 2016 ausgezeichnet wurde. 2018 war er „Regisseur des Jahres“; seine Inszenierung von Elfriede Jelineks Theaterstück Am Königsweg (Deutsches Schauspielhaus) wurde „Inszenierung des Jahres 2018“. Richters Inszenierungen stoßen in rechtskonservativen und rechtsradikalen Kreisen weitgehend auf Ablehnung.
Richter arbeitete u. a. zusammen mit den Komponisten Matthias Grübel, Ben Frost, Malte Beckenbach, Helgi Jónsson, Valgeir Sigurðsson, Paul Lemp, Jörn Arnecke, Jörg Mainka, sowie mit den Videokünstlern Chris Kondek und Bjørn Melhus, und den Bühnenbildnern Katrin Hoffmann, Jan Pappelbaum und Robert Cousins. In den letzten Jahren entwickelte Richter gemeinsam mit der niederländischen Choreografin Anouk van Dijk und dem israelischen Choreografen Nir de Volff ein Inszenierungskonzept, das Tanz und Schauspiel gleichberechtigt zusammenbringt und ein Ensemble aus Schauspielern, Musikern und Tänzern verwendet.

### Debatte umFEAR
In seinem Theaterstück FEAR, das Richter im Oktober 2015 an der Berliner Schaubühne herausbrachte, setzte er sich kritisch mit dem Erstarken neuer rechtsnationaler und fundamentalchristlicher Bewegungen in Deutschland und deren Protagonisten, u. a. Beatrix von Storch, Frauke Petry und Hedwig von Beverfoerde, auseinander und erhielt daraufhin Morddrohungen. Es kam zu Schmierereien am Theater und Störungen durch den AfD-Pressesprecher Christian Lüth während einer Vorstellung. Anonyme Anrufer drohten, das Theater in Flammen aufgehen zu lassen. In Online-Petitionen der rechten Community wurde gefordert, das Stück abzusetzen. Der Deutsche Kulturrat sowie die Fraktionen der SPD und von Bündnis 90/Die Grünen stellten sich hinter den Regisseur und sein Stück, sprachen sich gegen eine Absetzung aus und forderten die AfD auf, sich von den Morddrohungen zu distanzieren. Beatrix von Storch und Hedwig von Bevervoerde unterstellten einen Zusammenhang zwischen dem Stück und Anschlägen auf von Bevervordes Firma und versuchten erfolglos, gerichtlich gegen das Stück vorzugehen.
Nach insgesamt eineinhalb Jahren Rechtsstreit konnte sich die in FEAR gleichfalls kritisierte und geschmähte Publizistin und Soziologin Gabriele Kuby am 18. Juli 2018 in einer Berufungsverhandlung vor dem Berliner Kammergericht in den meisten Punkten gegen die Schaubühne und Richter nicht durchsetzen. Das Kammergericht untersagte dem Theater allerdings, „ihr Sätze wie ‚Ich hetze gegen Juden‘ oder ‚Was wir brauchen, sind Faschisten und Faschistinnen‘ in den Mund zu legen. Kuby darf auch nicht als ‚verknitterte, ausgetrocknete, düstere Seele‘ beschrieben werden. Das verletze ihre Menschenwürde.“
Die Inszenierung von FEAR beschreibt Katharina Röben in der Zeitung Die Welt als „überraschend konkret“, sie setze „reale Akteure in den Fokus“ und ergründe „die Angst hinter Hass und Fremdenfeindlichkeit“. Allerdings verharre sie „in einer exakten Bestandsaufnahme – aktuell, rhythmisch, bekannt“, sie liefere „zwar keine Antworten“, sei „aber herrlich komisch, albern und performativ“. Zeit-Journalist Daniel Müller empfand das Stück als „hart“ und „eindrücklich“. Rechtswidrig sei es nicht. Es gehe „in Richters Stück um die Frage, wie diese gefährlichen Gedanken wieder aus der Welt zu schaffen sind. Die Gedanken, wohlgemerkt, nicht die Menschen, die sie in die Welt tragen“. Dagegen bezeichnete der Welt-Theaterkritiker Jan Küveler das Stück als „traurige“ und „feige“ Veranstaltung, die nicht an Tabus rühre und lediglich Vorurteile und Klischees bediene. Alexander Kissler diagnostizierte im Onlineangebot der Zeitschrift Cicero, der Abend propagiere „Vernichtung, nicht Diskurs“. Er sei „eine Kampfansage, kein Diskussionsangebot“ sowie eine „intellektuelle Bankrotterklärung“. Peter Laudenbach bilanzierte in der Süddeutschen Zeitung, das Stück unterliege der „gleichen Logik wie die rechten Foren und Blogs, deren Teilnehmer einander zu immer schrilleren Ausfällen gegen Demokratie, Presse, Kanzlerin und sonstige Andersdenkende anstacheln: Diskursunfähigkeit als Programm“.

## Werke

### Schriften
- Das System. Materialien – Gespräche – Textfassungen zu „Unter Eis“, Hrsg. v. Anja Dürrschmidt, Theater der Zeit, Berlin,  2004
- Unter Eis. Theaterstücke 1993-2004. Frankfurt am Main: Fischer Verlag 2005
- Trust. Hrsg. v. Nicole Gronemeyer, (enthält: Materialien, Textfassung, CD-Mitschnitt), Theater der Zeit, Berlin, 2010
- „Small Town Boy“ und andere Stücke. Mit einem Essay von Daniel Richter, Theater der Zeit Berlin, 2015, ISBN 978-3-95749-062-9.
- Ich bin Europa. „Fear“ und andere Theaterstücke. Berlin: Theater der Zeit 2017. ISBN 978-3-95749-122-0
- Disconnected. Theater Tanz Politik. Saarbrücker Poetikdozentur für Dramatik. Hg. v. Johannes Birgfeld, Alexander Verlag, Berlin, 2018. ISBN 978-3-89581-460-0
- Theatre. Dance. Politics. Two Lectures and Three Plays: Under Ice, Small Town Boy, and Fear English translation by David Tushingham, Alexander Verlag, Berlin, 2019, ISBN 978-3-89581-514-0

### Dramen
- Alles in einer Nacht, UA 1996 Hamburger Kammerspiele, Fischer-Verlag
- Kult – Geschichten für eine virtuelle Generation, (Trilogie)/UA 1996 Düsseldorfer Schauspielhaus: Portrait Image Konzept (Teil 1), Section (Teil 2), KULT (Teil 3), Fischer-Verlag
- Gott ist ein DJ, UA 1998 Staatstheater Mainz, Fischer-Verlag
- Nothing Hurts, UA 1999 Utrecht, Fischer-Verlag
- Peace, UA 2000 Schaubühne am Lehniner Platz, Fischer-Verlag
- Electronic City, (Sieben Sekunden), Fischer-Verlag
- Das System, UA 2004 Schaubühne am Lehniner Platz, Fischer-Verlag
- Unter Eis, UA 2004 Schaubühne am Lehniner Platz, Fischer-Verlag
- Hotel Palestine, UA 2004 Schaubühne am Lehniner Platz, Fischer-Verlag
- Die Verstörung, UA 2005 Schaubühne am Lehniner Platz, Fischer-Verlag
- Verletzte Jugend, UA 2009 Festival Liége / Theatre National Bruxelles Fischer-Verlag
- Trust, UA 2009 Schaubühne am Lehniner Platz Fischer-Verlag
- My Secret Garden, UA Festival d'Avignon, 2010, L'Arche Éditeur, Paris, 2010, Fischer-Verlag
- In My Room, UA 2020, Maxim-Gorki-Theater Berlin
- Heldenplatz nach Thomas Bernhard, Fassung mit neuen Texten von Falk Richter, UA 4. Dezember 2021, Münchner Kammerspiele

## Auszeichnungen
- Hörspielpreis der Akademie der Künste für Nothing hurts – Szenen und Samples, Regie: Antje Vowinckel (SWR)
- Friedrich-Luft-Preis für die beste Inszenierung in Berlin und Potsdam für die Inszenierung „For the Disconnected Child“ an der Schaubühne Berlin, 2013[19]
- 5. Saarbrücker Poetikdozentur für Dramatik für das literarische und dramatische Gesamtschaffen und Lebenswerk, Universität des Saarlandes, 2015[20]
- 2018: Regisseur und Inszenierung des Jahres, von der Zeitschrift Theater heute für Elfriede Jelineks Am Königsweg am Deutschen Schauspielhaus in Hamburg
- 2019: Chevalier de l'Ordre des Arts et des Lettres vom französischen Kulturministerium[21]
- 2019: „Spezial-Teddy“ bei den Teddy Awards[22]
- 2024: Friedrich-Luft-Preis für die beste Inszenierung in Berlin und Potsdam für die Inszenierung „The Silence“ an der Schaubühne Berlin